# Reece Beekman
Reece Avery Beekman (Milwaukee, 8 de outubro de 2001) é um jogador norte-americano de basquete profissional que atualmente joga pelo Brooklyn Nets da National Basketball Association (NBA) e no Long Island Nets da G-League.
Ele jogou basquete universitário pela Universidade da Virginia.

## Primeiros anos
Beekman nasceu em Milwaukee, Wisconsin. Ele se mudou para Baton Rouge, Louisiana, com seu irmão e mãe quando tinha 13 anos. Ele frequentou a Scotlandville High School e jogou basquete durante seus quatro anos na escola.

## Carreira no ensino médio
Beekman jogou 4 anos sob o comando do treinador Carlos Sample no Scotlandville Magnet HS, de 2017 a 2020. Ele liderou a sua equipe a um recorde de 131–14 e a quatro título estaduais da Louisiana. Ele também recebeu os prêmios de Mr. Basketball da Louisiana após ter médias de 19,4 pontos, 9,1 rebotes, 9,9 assistências, 2,7 bloqueios e 2,2 roubos de bola em sua última temporada.

### Recrutamento
Como recruta de quatro estrelas, Beekman começou a receber ofertas na primavera de 2018, mas só recebeu a oferta da Universidade da Virginia em julho de 2018. Durante o processo de recrutamento, Beekman recebeu 21 ofertas. Ele fez sua visita oficial à UVA em novembro de 2018, mas quis esperar alguns meses antes de se comprometer. Em 13 de junho de 2019, Beekman se comprometeu surpreendentemente com Virginia. Foi apenas em 10 de dezembro de 2019 que ele assinou sua Carta de Intenção.

## Carreira universitária
Em 1 de agosto de 2020, Beekman se matriculou na Universidade da Virginia. Ele assumiu como um dos armadores titulares no início da temporada devido a suas performances impressionantes. Durante o Torneio da ACC, Beekman marcou o arremesso da vitória no último segundo para vencer Syracuse e avançar para as semifinais. Em sua primeira temporada, Beekman teve médias de 4,7 pontos, 2,8 rebotes e três assistências, com um aproveitamento de 38,2% nos arremessos. Em seu segundo ano, ele foi nomeado para a Equipe Defensiva da ACC.

## Carreira profissional

### Golden State/Santa Cruz Warriors (2024)
Após não ter sido selecionado no draft da NBA de 2024, Beekman assinou um contrato de duas vias com o Golden State Warriors em 3 de julho de 2024.

### Brooklyn/Long Island Nets (2024–Presente)
Em 15 de dezembro de 2024, ainda sob contrato de duas vias, Beekman foi trocado para o Brooklyn Nets, junto com De'Anthony Melton e três escolhas de segunda rodada, em troca de Dennis Schröder e uma escolha de segunda rodada de 2025.

## Estatísticas da carreira

### NBA

#### Temporada regular
| Ano      | Equipe       | PJ | PT | MPJ  | AP    | 3P   | LL   | RT  | AS  | BR | TO | PPJ |
| -------- | ------------ | -- | -- | ---- | ----- | ---- | ---- | --- | --- | -- | -- | --- |
| 2024–25  | Golden State | 2  | 0  | 2.0  | .1000 | .0   | .0   | .5  | .5  | .5 | .0 | 1.0 |
| 2024–25  | Brooklyn     | 34 | 4  | 13.7 | .321  | .175 | .762 | 1.1 | 1.8 | .9 | .1 | 2.7 |
| Carreira | Carreira     | 36 | 4  | 7.8  | .210  | .087 | .381 | .8  | 1.1 | .7 | .0 | 1.8 |

### Universidade
| Ano      | Equipe   | PJ  | PT  | MPJ  | AP   | 3P   | LL   | RT  | AS  | BR  | TO | PPJ  |
| -------- | -------- | --- | --- | ---- | ---- | ---- | ---- | --- | --- | --- | -- | ---- |
| 2020–21  | Virginia | 25  | 20  | 29.4 | .382 | .243 | .758 | 2.8 | 3.0 | 1.2 | .4 | 4.7  |
| 2021–22  | Virginia | 35  | 35  | 35.1 | .449 | .338 | .761 | 3.9 | 5.2 | 2.1 | .7 | 8.2  |
| 2022–23  | Virginia | 32  | 32  | 32.6 | .405 | .351 | .793 | 3.0 | 5.3 | 1.8 | .5 | 9.5  |
| 2023–24  | Virginia | 34  | 34  | 32.8 | .443 | .310 | .754 | 3.6 | 6.2 | 2.0 | .5 | 14.3 |
| Carreira | Carreira | 126 | 121 | 32.4 | .419 | .310 | .766 | 3.3 | 4.9 | 1.7 | .5 | 9.1  |

## Links externos
- Biografia do Virginia Cavaliers